# Gilbert Van Binst
Gilbert Van Binst (Machelen, 5 de julho de 1951 – Zaventem, 3 de janeiro de 2025) foi um futebolista belga.

## Carreira
Gilbert Van Binst representou a Seleção Belga de Futebol, da Euro de 1972.